# Lotta libera (film)
Lotta libera è un cortometraggio del 2005 diretto da Stefano Viali. Ha vinto il David di Donatello per il miglior cortometraggio nel 2005.